# Tweede Jan van der Heijdenstraat
De Tweede Jan van der Heijdenstraat is een straat in Amsterdam-Zuid, De Pijp.
De Tweede Jan van der Heijdenstraat ontstond toen de oorspronkelijke Jan van der Heijdenstraat in tweeën geknipt werd door de aanleg van het Sarphatipark. Ten westen van het park kreeg het de aanduiding Eerste Jan van der Heijdenstraat, ten oosten Tweede. De straat heeft de gangbare kenmerken van straten in De Pijp, lang en smal. Zoals ook wel vaker in De Pijp was in deze straat een school gevestigd, hier zelfs twee. De Wilhelmina School voor de Hervormde Gemeente zat op nummer 75, de Daniel Schutschool op nr. 77. Sinds 2000 zijn in dat gebouw onder andere een basisschool en welzijnsorganisatie Combiwel gevestigd, sinds 2008 onder de naam Jan van der Heijdenhuis. 
De bebouwing bestaat uit woonhuizen met soms op de begane grond bedrijfsruimten. Aan de straat is zijn drie monumenten benoemd:
- rijksmonument Tweede Jan van der Heijdenstraat 42-68,
- gemeentemonument Tweede Jan van der Heijdenstraat 94-96 en
- gemeentemonument op de hoek van de Amsteldijk, het voormalige luxe badhuis Amsteldijk 25.

De straat kreeg haar naam van schilder/uitvinder Jan van der Heyden.  